# Astrocito
Los astrocitos, también conocidos como neuronas estrelladas, son las principales y más numerosas células gliales, sobre todo en los organismos más complejos. Se trata de células de linaje neuroectodérmico que asumen un elevado número de funciones clave para la realización de la actividad nerviosa. Derivan de las células encargadas de dirigir la migración de precursores durante el desarrollo (glía radial) y se originan en las primeras etapas del desarrollo del sistema nervioso central (SNC). La cantidad y densidad de estas células están relacionados directamente con la memoria y la inteligencia.

## Morfología
Su morfología (como indica su nombre) recuerda a una estrella por la gran cantidad de prolongaciones llamadas pies que irradian del soma hacia células vecinas.
El núcleo de los astrocitos es más claro que el de otras células de la glía, y el citoplasma contiene numerosos gránulos de glucógeno y filamentos intermedios, compuestos de GFAP (proteína ácida fibrilar glial), que solo se encuentran en astrocitos.

## Caracterización
Los astrocitos están directamente asociados tanto a las neuronas como al resto del organismo. Forman la llamada glia limitans, esto es, la frontera entre el organismo y el sistema nervioso central, junto con su lámina basal asociada. Están comunicados entre sí por medio de uniones de intervalo.
Se encargan de aspectos básicos para el mantenimiento de la función neuronal, entrelazándose alrededor de la neurona para formar una red de sostén, y actuando así como una barrera filtradora entre la sangre y la neurona; la barrera hematoencefálica, que contiene regiones especializadas de alta conductancia que controlan el paso de nutrientes, oxígeno, vitaminas y hormonas hacia el tejido nervioso.
Cuando existe destrucción neuronal (por ejemplo, tras sufrir un accidente cerebrovascular), también actúan como liberadores del factor de crecimiento nervioso que, a modo de abono biológico, facilita la regeneración de las conexiones neuronales.

## Función

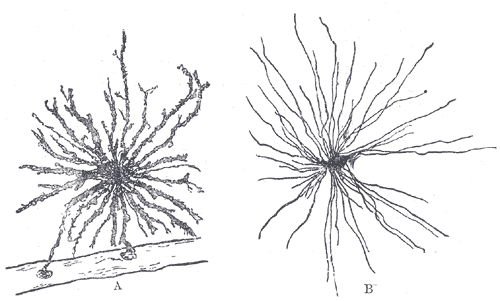
Astrocitos.

Algunas de estas prolongaciones están en contacto con un vaso sanguíneo (capilar) formando podocitos (también llamados procesos pediculares o pies perivasculares), o también pueden rodear las sinapsis nerviosas.
Los astrocitos expresan en su membrana un gran número de receptores de distintos transmisores que, al activarse, generan aumento de calcio intracelular; gracias a ello, pueden responder a distintos neurotransmisores (glutamato, GABA, acetilcolina [Ach], noradrenalina [NE]), óxido nítrico [NO]) liberados por las neuronas cerebrales. A su vez, los astrocitos pueden también liberar neurotransmisores químicos.
La transmisión de señales eléctricas en los astrocitos se da gracias a la molécula mensajera IP3 y el calcio. La IP3 activa los canales de calcio en los orgánulos celulares, liberándolo en el citoplasma del astrocito. Los iones de calcio así liberados estimulan la producción de más IP3 y el efecto neto es una onda eléctrica que se propaga de astrocito a astrocito. A nivel extracelular es la liberación de ATP, y la consecuente activación de receptoras purinergicos de los astrocitos vecinos, la que interviene y media la comunicación.
Tras la labor de Ramón y Cajal, se reconoció a los astrocitos una función activa en la fisiología neuronal, cuando antes se veían como meros rellenos de la función glial. 
En la actualidad, se sabe que desempeñan una importante función en varios aspectos del desarrollo, metabolismo y patología del sistema nervioso: son esenciales en el soporte trófico y metabólico de las neuronas, la supervivencia, la diferenciación y guía neuronal, la génesis de las sinapsis y la homeostasis cerebral. 
Los astrocitos muestran, también, excitabilidad celular manifestada en variaciones intracelulares del ion calcio que conlleva un aumento de la concentración citoplasmática de calcio. Esta señal de calcio puede propagarse en el interior celular o bien propagarse en otros astrocitos a modo de onda de calcio.

### Sinapsis tripartita
Según se desprende de algunos estudios,[cita requerida] hay conexión entre neuronas y astrocitos: los neurotransmisores liberados por las terminales sinápticas pueden activar los receptores que tienen los astrocitos en su membrana, desencadenándose una señal de calcio, la cual puede dar como respuesta celular, entre otras, una liberación de gliotransmisores.

### Funciones
Algunas funciones concretas son las siguientes:
- limpian «desechos» del cerebro.
- transportan nutrientes hacia las neuronas.
- mantienen el pH del sistema nervioso central y el equilibrio iónico extracelular.
- sostienen en su lugar a las neuronas.
- digieren partes de las neuronas muertas.
- regulan el contenido del espacio extracelular.
- unen las neuronas a los capilares sanguíneos.
- mantienen una concentración equilibrada entre el medio extracelular y el intracelular previniendo el ingreso de determinadas sustancias posiblemente nocivas.
- participan en los procesos de regeneración de lesiones en el Sistema Nervioso, aumentando su tamaño y enviando sus proyecciones para rellenar la zona dañada.
- inducen la formación de la barrera hematoencefálica.
- están implicados en la regulación de la función vascular, acoplándola a la actividad nerviosa.
- también están relacionados con los procesos de neurogénesis en el sistema nervioso central, actuando como precursores neurales.

## Tipos
Se pueden distinguir tres clases principales de astrocitos: 
- Astrocitos protoplasmáticos: se encuentran principalmente en la sustancia gris, y poseen prolongaciones citoplasmáticas de forma muy variable.
- Astrocitos fibrosos: en sus prolongaciones existe una gran cantidad de fibrillas (gliofibrillas). Se encuentran, sobre todo, en la sustancia blanca. Se distinguen fácilmente al tener prolongaciones más largas y menos ramificadas que los astrocitos protoplasmáticos.
- Astrocitos radiales: durante el neurodesarrollo, sus prolongaciones conectan la base ventricular con la piamadre, formando la lámina limitante subpial glial. Expresan GFAP y FABP7. Son también recaptadores y transportadores de glutamato.